# Plagiocheilus bogotensis
Plagiocheilus bogotensis là một loài thực vật có hoa trong họ Cúc. Loài này được (Kunth) Wedd. miêu tả khoa học đầu tiên năm 1855.